# Eddie Stone
Seržant Eddie Stone (* Cambeltown, Argilshire, Velká Británie) je bývalý profesionální voják. V roce 1970 vstoupil do Skotské gardy. Sloužil ve Velké Británii, Hongkongu, Belize, Německu a Severním Irsku a úspěšně dokončil osm operací. Poté se dostal k 22. oddílu SAS. V roce 1989 se stal pošťákem. Poté byl bodyguardem Nelsona Mandely. Nakonec začal pracovat pro International Bodyguard and Security Services Associations. V roce 2002 se Eddie poprvé objevil před kamerou v dokumentárním seriálu SAS: Máte na to? O rok později natočil pro televizi BBC SAS: Tajemství přežití.